# Geopark Porphyrland

Logo des Geopark Porphyrland

Der Geopark „Porphyrland – Steinreich in Sachsen“ (Kurzform Geopark Porphyrland) ist ein im Jahr 2006 gegründeter Geopark, der 2014 als Nationaler Geopark in Deutschland zertifiziert wurde. Das Gütesiegel Nationaler GeoPark wurde bei den Evaluierungen 2019 und 2024 erfolgreich verteidigt. Der Geopark liegt etwa 30 Kilometer östlich von Leipzig und 70 Kilometer nordwestlich von Dresden.
Träger ist der „Geopark Porphyrland – Steinreich in Sachsen e. V.“ in Grimma.
Seit dem 28. Oktober 2022 gehört der Rochlitzer Porphyrtuff, eines der besonderen Porphyrgesteine im Geopark, zu den bedeutendsten für Bauzwecke genutzten Natursteinen der Erde: An diesem Tag wurde diesem Gestein durch die International Union of Geological Sciences (die internationale Dachorganisation der geologischen Wissenschaften) die Auszeichnung IUGS Heritage Stone verliehen.

## Lage
Der Geopark umfasst Bereiche des Nordsächsischen Platten- und Hügellandes, des Mittelsächsischen Lösshügellandes und des Mulde-Lösshügellandes mit einer Gesamtfläche von ca. 1.200 km². Die Region erstreckt sich von Thallwitz im Norden über Wurzen, Grimma und Colditz nach Rochlitz im Süden. Wermsdorf und Mügeln markieren die östliche Grenze, Brandis und Naunhof bilden die westliche Abgrenzung des Geoparkareals. Das Gebiet umfasst Teile der Landkreise Leipzig, Nordsachsen und Mittelsachsen.

## Regionale Geologie
Der Geopark Porphyrland befindet sich auf dem Gebiet des Nordwestsächsischen Vulkanitkomplexes. Im Rotliegend, vor etwa 300 bis 275 Millionen Jahren, entstanden im Zuge katastrophaler Supereruptionen, Calderensysteme mit mehreren hundert Meter mächtigen ignimbritischen Ablagerungen (trachy-) dazitischer bis rhyolithischer Zusammensetzung. Neben diesen mächtigen pyroklastischen Ablagerungen treten in diesen Calderen Subvulkanite (Granitporphyre) auf. Untergeordnet treten im Nordwestsächsischen Vulkanitkomplex auch rhyolitische bis rhyodazische Laven auf. Die Gesteine (allgemein oft unter dem Namen „Porphyre“ zusammengefasst) lagern diskordant über dem variszisch gefalteten Untergrund und stehen durchweg oberflächennah an. Ablagerungen des Zechstein und Mesozoikum spielen nur untergeordnete Rollen. Das Gebiet wurde im Tertiär und Quartär überprägt.
Feucht-warmes Klima in der späten Kreide und zu Beginn des Tertiär hat die oberflächennah anstehenden Rhyolithe tiefgründig verwittert und ursprünglich bis zu mehr als 100 m mächtige Kaolindecken gebildet.
Während des Tertiär, etwa zwischen 25 und 20 Millionen Jahren vor heute, befand sich Nordwestsachsen am Rand der Paläo-Nordsee, in der sich Sande, Schluffe und Tone ablagerten und sich Braunkohlen bildeten.
Durch die Heraushebung des Erzgebirges zwischen Plio- und Pleistozän wurden fluviatile Prozesse und Ablagerungen landschaftsbildend.
Die Inlandeisgletscher aus Elster- und Saalekaltzeit bewirkten im Quartär eine Überformung der Vulkanite und des tertiären Deckgebirges. Die heutige hügelige Landschaft wurde während der Wechsel zwischen Warm- und Kaltzeiten herausmodelliert, als sich Lockersedimente wie Kiese, Sande und Lösse abgelagert haben. Die Entdeckung der Wind- und Gletscherschliffe auf den Porphyraufragungen in den Hohburger Bergen waren ausschlaggebend für die Formulierung der Eiszeittheorie.

## Sehenswürdigkeiten
Im Geopark können zahlreiche Sehenswürdigkeiten besucht werden. Eine Auswahl ist nachfolgend dargestellt:

### Geotope
- Rochlitzer Berg, Rochlitz  – ausgezeichnet als Nationaler Geotop[18]
- Morlot-Schliffe am Kleinen Berg, Hohburg OT Lossatal
- Windschliffe am Kleinen Berg, Hohburg, Ortsteil Lossatal – ausgezeichnet als Nationaler Geotop[19]
- Versteinerter See, Börtewitz
- Wolfsberg, Lüptitz
- Gletscherschliff am Fuße des Spielberges, Böhlitz bei Wurzen
- Gletschertal am Köppelschen Berg, Böhlitz bei Wurzen
- Gaudlitzberg, Röcknitz
- Spitzberg, Lüptitz
- Steinbruch auf dem Frauenberg, Röcknitz
- Mühlsteinbruch, Rochlitz
- Kirchbruch Beucha bei Wurzen – ausgezeichnet als Nationaler Geotop[20]
- Steinbruch Breiter Berg und Weinberg, Lüptitz
- Kaolingrube Hohburg und Braunkohlenanschnitt
- Steinbruch auf dem Zinkenberg, Röcknitz
- Eulenkluft Wechselburg

### Schlösser und Burgen
- Rittergut Großzschepa
- Herrenhaus Röcknitz
- Bischofsschloss Wurzen
- Schloss Thallwitz
- Burg Mildenstein
- Kloster Wechselburg

### Industriedenkmale
- Steinerne Muldenbrücke (Pöppelmannbrücke) Grimma
- Sägemühle Thallwitz
- Dom „St. Marien“ Wurzen
- Postmeilensäule Wurzen
- Eisenbahnviadukt Göhren
- Steinbrecheranlage am Steinarbeiterhaus Hohburg
- Klosterruine Nimbschen

## Besucherzentren (Geoportale)
Der Besucher findet über Besucherzentren, die so genannten Geoportale, Zugang zu den Sehenswürdigkeiten des Geoparks. Hier werden jeweils touristische Informationen bereitgehalten und thematisch unterschiedliche Dauerausstellungen angeboten.
- Geoportal „Zeit – Wandel – Stein“ Röcknitz
In diesem Geoportal kann eine Ausstellung über die geologische Geschichte Nordsachsens besichtigt werden. Im Außenbereich befindet sich ein Geoerlebnisgarten mit Barfußpfad, Steinlabyrinth und einem tertiären Wald, der die geologischen Themen in der Dauerausstellung aufgreift.
- Geoportal Museum Steinarbeiterhaus Hohburg
In dem Fachwerkbau von 1802 werden die Lebensweise der Steinbrecher sowie die Geschichte der nordwestsächsischen Lebensweise der Steinindustrie anhand von Ausstellungen dargestellt. Im Außenbereich können eine funktionierende Steinbrechanlage, Lokomobile, ein Lanz-Bulldog und eine nostalgische Tankstelle besichtigt werden.
- Geoportal Porphyrhaus Rochlitzer Berg
Im Porphyrhaus kann sich der Besucher über den Rochlitzer Porphyrtuff informieren sowie Tipps für Ausflüge in die Umgebung mitnehmen. Außerdem finden Vorträge, Workshops und Kreativangebote statt.
- Geoportal Erden der Keramik Grimma
Das Geoportal befindet sich in der „Schaddelmühle“, einer alten Wassermühle, in der sich eine Keramikwerkstatt befindet. Das Geoportal bietet kunstkeramische und andere Ausstellungen, Kurse unter professioneller Begleitung, einen Skulpturengarten und eine Tonaufbereitungsanlage.
- Geoportal Schmalspurbahnhof Mügeln (zurzeit in Umsetzung)
Im Schmalspurbahnhof Mügeln, einst Europas größtem Schmalspurbahnhof, wird zukünftig (ab Mitte 2019) in einer Ausstellung und auf dem Freigelände über den Abbau, den Transport und die Ausarbeitung von Kaolin informiert.

Die Sehenswürdigkeiten und Besucherzentren sind durch (Rad-)Wanderwege wie dem „Weg der Steine“ oder dem „Porphyrlehrpfad“ auf dem Rochlitzer Berg erschlossen.

## Kooperationen und Partner des Geoparks
Der Geopark Porphyrland kooperiert mit folgenden Partnern:
- Transnationale LEADER-Kooperation Geo.WERT mit
  - Nationaler Geopark Inselberg – Drei Gleichen, Thüringen
  - Europäischer Geopark „Erz der Alpen“, Österreich
- Klettern mit dem Deutschen Alpenverein (DAV)
- Umweltbildung mit der Volkshochschule Muldental (VHS)
- Genusspartner Förderverein Obstland